# Juliana de Lazarevo
Santa Juliana de Lazarevo (o Juliana de Múrom, 1530, Moscú, Rusia – 20 de enero de 1604, Múrom, Rusia) es una santa de la iglesia Ortodoxa. 

## Biografía
Fue hija de Justin y Stefanida Nedyurev y se casó con Giorgi Osorgin, propietario, de la localidad de Lazarevo, cerca de Múrom. Vivió una vida justa, consagrándose a la ayuda de las personas pobres y necesitadas. Su vida es considerada como un ejemplo de un laico que vive en el mundo, un ejemplo de que, para agradar a Dios, no hay necesariamente que retirarse del mundo a una celda monástica, y sí se puede ejercer en el seno de una familia, cuidando de los hijos, del cónyuge y de los demás miembros de la familia.
El día de Santa Juliana de Lazarevo es celebrado por la iglesia Ortodoxa el 2 de enero en nuevo orden del santoral y el 15 de enero en el antiguo. Una descendiente suya, Juliana Ossorguine, fue la madre del escritor Serge Schmemann.
- Datos: Q4205383
- Multimedia: Saint Juliana of Murom / Q4205383